# Linguini Grosso

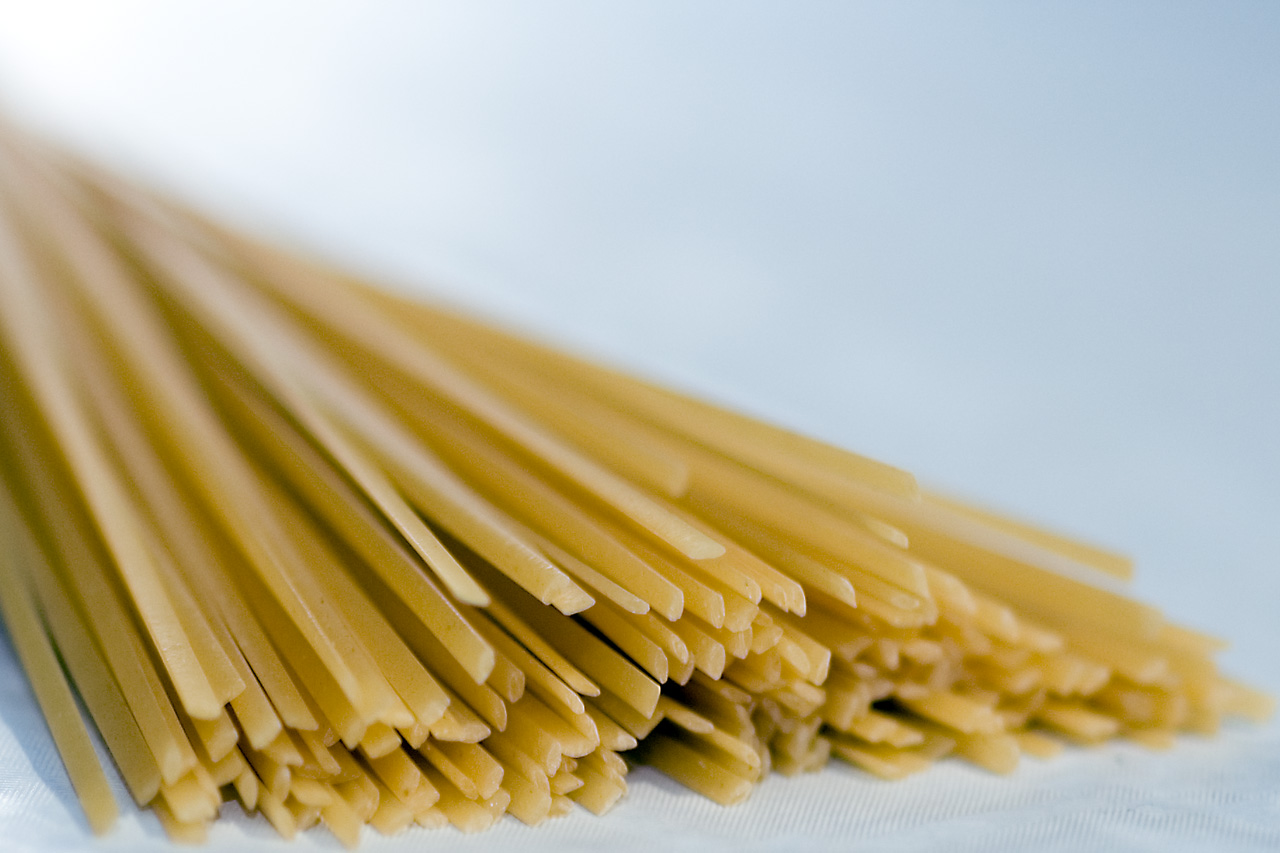
Linguin(i)(e), en estado crudo.

Linguini Grosso o Linguine Grosso es un tipo de pasta aplastada similar al spaghetti originario de Campania, región de Italia. El nombre significa en italiano "pequeñas lenguas" (diminutivo).

## Tiempo de Cocción
500 g de linguin(i)(e) se cuecen en 12 min .
- Datos: Q9022773